# Bly (prénom)
Pour les articles homonymes, voir Bly.
Bly est un prénom masculin.

## Sens et origine du prénom
- Prénom masculin d'origine nord-amérindienne[1].
- Prénom qui signifie "grand".
- À ne pas confondre avec le nom de famille "Bly".
- Bly est aussi une localité du comté de Klamath dans l'Oregon aux États-Unis.

## Personnalités portant ce prénom et fréquence
- Pour l'ensemble des articles sur les personnes portant ce prénom, consulter :
  - la liste des articles dont le titre commence par ce prénom
  - les listes produites par Wikidata : Liste des personnes de prénom « Bly » — même liste en incluant les éventuels prénoms composés qui contiennent « Bly ».
- Bly - Personnage de Star Wars.
- Prénom peu usité aux États-Unis[2].
- Prénom qui n'a semble-t-il jamais été donné en France[3].